# Hany El Fakharany
Hany El Fakharany (arabisch هاني الفخراني, DMG Hānī al-Faḫarānī; * 6. April 1978) ist ein ehemaliger ägyptischer Handballspieler.
El Fakharany spielte zwischen 2007 und 2009 für den deutschen Bundesligisten Füchse Berlin. Bevor der Kreisspieler für die Füchse spielte, war er in seiner Heimat für al Ahly Kairo aktiv.
El Fakharany hat 173 Länderspiele für die ägyptische Männer-Handballnationalmannschaft bestritten. Er nahm an den Olympischen Spielen 2000, 2004 und 2008 teil und gewann 2008 mit dem ägyptischen Nationalteam die Handball-Afrikameisterschaft.

## Bundesligabilanz
| Saison    | Verein        | Spielklasse | Spiele | Tore | 7-Meter | Feldtore |
| --------- | ------------- | ----------- | ------ | ---- | ------- | -------- |
| 2007/08   | Füchse Berlin | Bundesliga  | 31     | 68   | 0       | 68       |
| 2008/09   | Füchse Berlin | Bundesliga  | 32     | 48   | 0       | 48       |
| 2007–2009 | gesamt        | Bundesliga  | 63     | 116  | 0       | 116      |